# ヴァルター・フォン・ザイトリッツ＝クルツバッハ
ヴァルター・フォン・ザイトリッツ＝クルツバッハ（Walther von Seydlitz-Kurzbach, 1888年8月22日 - 1976年4月28日）は、ドイツの陸軍軍人。ドイツ陸軍 (国防軍)の砲兵大将。
ハンブルク出身。先祖はフリードリヒ大王の時代にロスバッハの戦いで竜騎兵を率いて活躍したフリードリヒ・ヴィルヘルム・フォン・ザイトリッツ将軍という名門の出である。

## 生涯
1908年から軍務に付き、第一次世界大戦に将校として従軍。戦後もヴァイマル共和国のヴァイマル共和国軍、次いでNSDAPの権力掌握とドイツ再軍備宣言を経て再建されたドイツ国防軍に勤務する。独ソ戦に第12歩兵師団長として従軍し、デミヤンスク包囲戦で包囲網を突破することに成功した。砲兵大将に昇格したのち、第51軍団司令官として、フリードリヒ・パウルス上級大将の第6軍のもとでスターリングラード攻防戦に参加した。第6軍が包囲された後は積極的に降伏を主張し、パウルスとともに捕虜になった。
1943年1月にソ連軍に降伏した後は、積極的に反ナチ運動を主導し、「ドイツ将校同盟」や「自由ドイツ国民委員会」のメンバーとなる。このため、彼の全財産と名誉はナチス・ドイツ政府によって反逆者として剥奪され、欠席裁判で死刑が宣告された。
ザイトリッツは、ソ連軍捕虜を率いてかつての味方と戦ったアンドレイ・ウラソフ中将のように、ドイツ軍捕虜からなる義勇部隊を率いてソ連軍に加わり、ベルリンに降下して国防軍内部の反ヒトラー派の同志とともにヒトラーを打倒することを唱えたが、スターリングラードで共に降伏した将軍たちはもちろん、ソ連当局も実行には移さなかった。ただしこのアイデアはザイドリッツ部隊(Seydlitztruppen)という対独プロパガンダとして使用されている。
1949年にソ連で再び粛清が進むなか、捕虜となっていた多数の元ドイツ軍将校も戦犯として弾圧されたが、ザイトリッツも主張を無視されて反抗的になっていたため逮捕され、禁固25年の判決が下った。1955年に西ドイツのコンラート・アデナウアー首相がモスクワを訪問し、ようやく帰国できた。しかし、死刑判決は免除されたもののドイツ連邦軍はザイトリッツの階級を認めず、年金支給を拒否したため、孤独な老後となった。1976年にブレーメンで没する。